# Under Western Stars
Under Western Stars – amerykański film z 1938 roku w reżyserii Josepha Kane'a.

## Obsada
- Roy Rogers

## Nagrody i nominacje
| Nazwa nagrody | Wygrane            | Nominacje                                                                     |
| ------------- | ------------------ | ----------------------------------------------------------------------------- |
| Oscar         | 1939 bez rezultatu | 1939 Najlepsza piosenka „Dust”, wyk. Roy Rogers, muzyka i tekst Johnny Marvin |

## Wyróżnienia
| Rok wpisania | National Film Registry |
| ------------ | --- |
| 2009         | Lista filmów budujących dziedzictwo kulturalne USA utworzona przez National Film Preservation Board i przechowywana w Bibliotece Kongresu Stanów Zjednoczonych |